# Autoritratto con sette dita
L'Autoritratto con sette dita (in francese: Autoportrait aux sept doigts) è un dipinto olio su tela (128x207, realizzato da Marc Chagall (1887-1985) tra il 1912 e il 1913. Il quadro fu dipinto a Parigi, nello studio La Ruche di Montparnasse, ed è oggi conservato nello Stedelijk Museum di Amsterdam.

## Descrizione
Nel dipinto, in stile cubista, il pittore è ritratto nel suo studio, a mezzobusto e con la tavolozza dei colori sulla mano destra, mentre ha appena realizzato un quadro che rappresenta uno "spaccato" della sua città natale, Vicebsk (Bielorussia). Questo quadro è accarezzato dalla sua mano sinistra, raffigurata con sette dita, anziché cinque: le sette dita fanno probabilmente riferimento alle origini ebraiche di Chagall, in particolar modo farebbero riferimento ai sette giorni della creazione, oppure anche - secondo la teoria formulata dallo studioso Sándor Kuthy - all'espressione in yiddish Mit alle zibn finger ("Con tutte le sette dita"), espressione che è sinonimo dell'energia accumulata al termine di un lavoro. Sullo sfondo, è visibile una finestra, da cui si può chiaramente scorgere la Tour Eiffel di Parigi. Il nome della capitale francese, insieme a quello della capitale italiana Roma, altra città dove visse il pittore, campeggia sul quadro in caratteri ebraici.

## Il dipinto nella cultura di massa
- Il dipinto compare nel film A Beautiful Mind (2001)[8]